# Talk of Angels
Pour plus de détails, voir Fiche technique et Distribution.
Talk of Angels, ou Le Secret des Anges au Québec, est un film américain réalisé par Nick Hamm, sorti en 1998.

## Fiche technique
- Titre : Talk of Angels
- Réalisation : Nick Hamm
- Scénario : Ann Guedes et Frank McGuinness d'après le livre de Kate O'Brien
- Photographie : Aleksei Rodionov
- Musique : Trevor Jones
- Pays d'origine :  États-Unis
- Format : Couleurs - 1,85:1 - Dolby Digital
- Genre : Film dramatique, Film romantique, Film de guerre
- Date de sortie : 1998

## Distribution
- Polly Walker (VQ : Valérie Gagné) : Mary Lavelle
- Vincent Pérez (VQ : Michel M. Lapointe) : Francisco Areavaga
- Franco Nero (VQ : Hubert Gagnon) : Dr. Vicente Areavaga
- Frances McDormand (VQ : Christine Séguin) : Conlon
- Ruth McCabe (VQ : Isabelle Miquelon) : O'Toole
- Marisa Paredes (VQ : Élizabeth Lesieur) : Doña Consuelo
- Francisco Rabal (VQ : Aubert Pallascio) : Don Jorge
- Penélope Cruz (VQ : Sophie Léger) : Pilar
- Ariadna Gil (VQ : Isabelle Leyrolles) : Beatriz
- Rossy de Palma : Elena
- Óscar Higares : Matador